# AVN (杂志)
成人影帶新聞雜誌（Adult Video News Magazine，簡稱AVN雜誌），是美國專門報導色情片產業的商業雜誌。
紐約時報將AVN之於色情片的關係比做如告示牌雜誌之於唱片的關係。
創立了成人影片新聞獎以表彰每年的傑出色情片，並冠名贊助了在每年1月於美國拉斯維加斯的成人娛樂博覽會。
AVN為成人影片評級，並追蹤產業新聞發展。一期的AVN雜誌可能有超過500部成人影片的評論。該雜誌約80%為廣告，其主要目標是成人影片零售商。